# Ludwik Wiśniewski

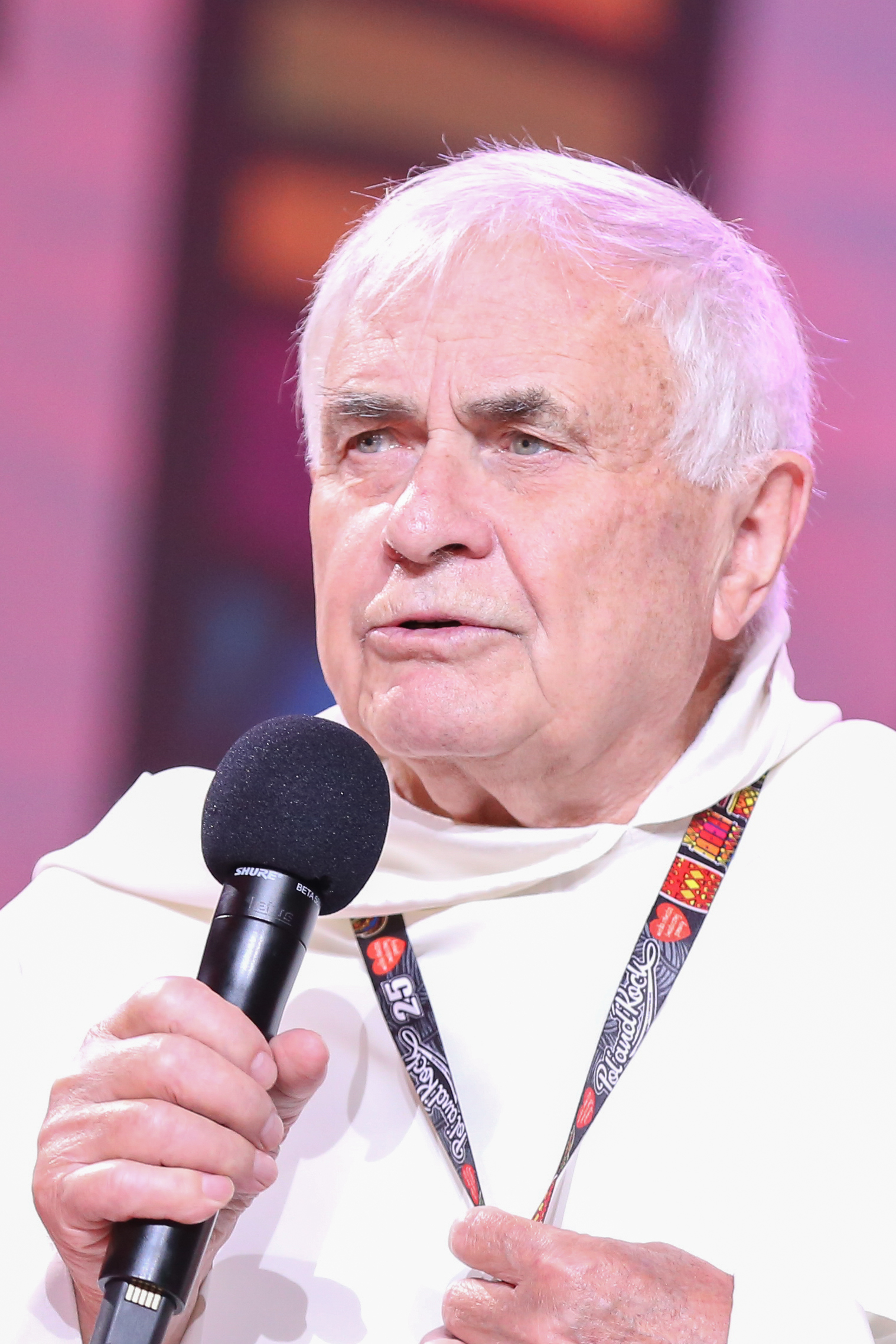
Ludwik Wiśniewski (2019)

Ludwik Wiśniewski, geboren als Marian Wiśniewski (* 25. Oktober 1936 in Skierbieszów, Kreis Zamość) ist ein polnischer Dominikaner, der im Herbst 2010 in einem Brief an den polnischen Episkopat scharfe Kritik an Glaubensbrüdern und Klerus übte.

## Leben
Wiśniewski trat 1953 in den Dominikanerorden ein und erhielt 1961 die Weihe zum Priester. Er war Studentenpfarrer in Danzig, Lublin, Breslau und Krakau. Einem Bericht der Stasi von 1977 zufolge war er einer der gefährlichsten Gegner in Polen.
Er war Mitorganisator und Unterstützer der Bewegung für die Verteidigung der Menschen- und Bürgerrechte – Ruch Obrony Praw Człowieka i Obywatela (ROPCiO), des Komitees zur Verteidigung der Arbeiter (KOR), der Bewegung Junges Polen – Ruch Młodej Polski. Seit 1980 war er Kaplan der Solidarność-Bewegung. Während des Kriegsrechts in den 1980er-Jahren war er ein großer Befürworter eines Kampfes „ohne Gewalt“ mit dem kommunistischen Regime. Nach Wiedererlangung der Unabhängigkeit in den 90er-Jahren arbeitete er in der Pfarrei St. Katharina in Sankt Petersburg. Im Jahr 2005 kehrte er endgültig nach Lublin zurück, wo er eine Schule für Jugendliche gründete – die Akademie „Złota 9“. Im Jahr 2006 wurde er vom polnischen Präsidenten mit dem Komturkreuz des Ordens Polonia Restituta ausgezeichnet.
In einem Brief an die polnische Bischofskonferenz, der monatelange Diskussionen in Polen hervorrief, schrieb er 2010 unter anderem:

„Polen hat eine sehr große Zahl junger und engagierter Priester. Doch nach meiner Bewertung sind über 50 Prozent des Klerus mit Fremdenfeindlichkeit, Nationalismus und schamhaft gehütetem Antisemitismus ‚infiziert‘. Viele Priester haben die Grenze zwischen Evangelium und Politik überschritten. Natürlich haben die Priester das Recht auf eigene Meinung zu sozialen und politischen Themen, und das ist noch nicht schlimm. Schlimm ist, wenn sich in der Liturgie – die in erster Linie der Anbetung Gottes in Liebe dient – unangemessene Worte zur Unterstützung wie zur Verurteilung bestimmter politischer Parteien und Politiker finden.“

Die Reaktionen auf Wiśniewskis Ansichten sind in Polen gespalten.